# Oi tembelides tis eforis koiladas
Oi tembelides tis eforis koiladas (grško Οι Τεμπέληδες της εύφορης κοιλάδας, slovensko: Leni v dolini) je grški romantično komično-dramski film iz leta 1978, ki ga je režiral in zanj napisal scenarij Nikos Panayotopoulos ter temelji na romanu Les Fainéants dans la vallée fertile Alberta Cosseryja. V glavnih vlogah nastopajo Vasilis Diamantopoulos, Olga Karlatos, Dimitris Poulikakos, Nikitas Tsakiroglou in Giorgos Dialegmenos. Zgodba prikazuje selitev očeta s tremi sinovi in lepo pomočnico v staro podeželsko hišo, kjer štiri moške prizadene nenavadna utrujenost.
Film je bil premierno predvajan 11. avgusta 1973. Na Mednarodnem filmskem festivalu Locarno je osvojil glavno nagrado zlati leopard za najboljši film, na Mednarodnem filmskem festivalu v Chicagu je bil nominiran za glavno nagrado zlati hugo, osvojil je tudi nagrade za najboljši montažo in scenografijo, nagrado grške zveze filmskih kritikov za najboljši film in nominacijo za najboljši grški film na Mednarodnem filmskem festivalu v Solunu.

## Vloge
- Vasilis Diamantopoulos kot oče
- Olga Karlatos kot Sofia
- Dimitris Poulikakos kot Nikos
- Nikitas Tsakiroglou kot Giannis
- Giorgos Dialegmenos kot Sakis
- Kostas Sfikas kot moški s psom
- Ivi Mavridi kot Mary
- Thanassis Koniaris